# 山北街道
山北街道，是中华人民共和国江苏省无锡市梁溪区下辖的一个乡镇级行政单位。

## 行政区划
山北街道下辖以下地区：
惠峰社区、惠华社区、惠龙社区、龙西社区、双河社区、石油研究所家委会、干休所家委会、红光社区、宪丰社区、会龙村社区、双河村社区、红星社区、会北社区、会西社区、二泉社区、惠泉社区、仁和社区、阅山社区、城西社区和奕盛社区。